# Gilles Schey
Gilles Schey (28 augustus 1644 - 15 juni 1703) was een Nederlands admiraal uit de 17e eeuw.
In 1656 was Schey adelborst. In 1659 was hij al commandant van een eenheid zeesoldaten tijdens Michiel Adriaanszoon de Ruyters bevrijding van Funen. Hij bleef van 1661 als luitenant bij de zeesoldaten en vocht in zowat iedere slag die de Nederlandse vloot in die jaren leverde, van de Slag bij Lowestoft in 1665 tot de acties van luitenant-admiraal Willem Joseph van Ghent in West-Afrika tegen de Barbarijse kapers in 1670. In 1669 werd Schey buitengewoon kapitein bij de Admiraliteit van Amsterdam. Tijdens de Derde Engels-Nederlandse Oorlog was Gilles kapitein van de Tijdverdrijf. In 1674 was hij bij het eskader van Cornelis Tromp in actie tegen Frankrijk. In 1675 werd hij gewoon kapitein, dus in vaste dienst. Hij was kapitein van de Essen in de Slag bij Stromboli, kapitein van de Spieghel in de Slag bij Agosta en de Slag bij Palermo. In 1678 vocht hij onder Cornelis Evertsen de Jonge. Op 6 december 1683 werd hij schout-bij-nacht onder Willem Bastiaensz Schepers in de acties in de Oostzee.
In 1688 commandeerde hij op de Wapen van Utrecht in de vloot waarmee Willem III van Oranje de Britse Eilanden mee binnenviel. In 1690 was zijn vlaggenschip de Prinses Maria in de Slag bij Bevesier. Op 1 april 1692 werd hij viceadmiraal en vocht dat jaar in de zeeslagen bij Barfleur en La Hougue. In de jaren daarna voerde hij veel acties uit tegende Duinkerker kapers. Schey is vooral beroemd omdat tsaar Peter de Grote hem tijdens zijn bezoek aan de Republiek uitnodigde om voor de Russische marine te komen werken, wat Schey afsloeg. Op 1 september 1697 had Schey voor hem een spiegelgevecht uitgevoerd op het IJ, wat grote indruk gemaakt had.